# 더 카페
더 카페(The caffe)는 이랜드가 운영하는 카페이다. 2002년 8월 이천일아울렛 중계점에서 1호점을 열었고, 2020년 2월 오픈한 강서NC백화점까지 합해서 약 200개의 점포를 가지고 있다.

## 매장 지역
- 서울특별시 : 50개
- 부산광역시 : 11개
- 대구광역시 : 7개
- 인천광역시 : 9개
- 광주광역시 : 3개
- 대전광역시 : 6개
- 울산광역시 : 2개
- 경기도 : 60개
- 강원특별자치도 : 7개
- 충청북도 : 4개
- 충청남도 : 3개
- 전북특별자치도 : 1개
- 전라남도 : 5개
- 경상북도 : 4개
- 경상남도 : 3개
- 제주특별자치도 : 1개